# Chang (film)
Pour les articles homonymes, voir Chang.
Pour plus de détails, voir Fiche technique et Distribution.
Chang (Chang: A Drama of the Wilderness) est un film documentaire américain réalisé en 1927 racontant la vie d'un paysan pauvre du Siam (l'ancienne Thaïlande) et sa lutte quotidienne pour la survie dans la jungle. Les deux réalisateurs Merian C. Cooper et Ernest B. Schoedsack collaborèrent également sur King Kong en 1933.

## Synopsis
Kru vit au milieu de la jungle du Siam, dans une petite maison sur pilotis qu'il a construite lui-même. Sa femme, Chantui, son garçon Nah, sa fille Ladah, le bébé dans son berceau et le singe Bimbo composent sa famille. Mais les bêtes sauvages rôdent et attaquent les chèvres, les veaux et les buffles. Kru retourne donc dans son village demander de l'aide pour organiser une battue au cours de laquelle une panthère et deux tigres sont tués. Bien que la famille revive en paix, Kru a capturé un bébé éléphant, qu'il baptise « Chang » et l'attache à sa maison. 
La maman éléphant, furieuse, revient chercher son petit et démolir la maison. Toute la famille fuit dans la jungle jusqu'au village. Et là, c'est l'attaque des éléphants sauvages qui détruisent tout sur leur passage ! Mais Kru et ses compagnons vont piéger les éléphants et les poursuivre jusqu'au moment où ils les enferment dans un immense enclos : les éléphants sauvages, captifs, vont être utilisés par les hommes à des travaux de force : celui de Kru, par exemple, abat un tronc d'arbre. 
Avec la paix revenu dans la jungle, la maison sera reconstruite.

## Fiche technique
- Titre français : Chang, un drame de la vie sauvage
- Titre original : Chang: A Drama of the Wilderness
- Réalisation : Merian C. Cooper et Ernest B. Schoedsack
- Scénario : Achmed Abdullah
- Production : Merian C. Cooper et Ernest B. Schoedsack
- Photographie : : Ernest B. Schoedsack
- Pays de production :  États-Unis
- Langue originale : intertitres anglais
- Format : noir et blanc, muet
- Genre : documentaire
- Distribution : Paramount Pictures
- Durée : 70 minutes
- Date de sortie :
  - États-Unis : 29 avril 1927

## Distribution
- Kru, le paysan d'une tribu lao
- Chantui, son épouse
- Nah, leur fils
- Ladah, leur fille
- Bimbo le gibbon

## Distinctions
Chang fut nommé à l'Oscar de la meilleure production artistique (Unique and Artistic Production) lors de la première cérémonie des Oscars du cinéma en 1929 (la seule année où ce prix fut décerné).

## Autour du film
- Le film a nécessité trois ans de repérage et un an et demi de tournage dans le nord du Siam[2].
- Le film est réalisé en décors naturels sans aucun trucage. Plusieurs fois la vie des acteurs ou des réalisateurs se retrouva en danger lors de scènes avec des animaux sauvages[3].[réf. souhaitée]
- Le film fut considéré longtemps comme perdu. Ce n'est qu'en 1988 qu'une copie en bon état fut retrouvée[4].[réf. souhaitée]
- Projeté pour la première fois au Rivoli Theatre de New York le 27 avril 1927, le film fut élu parmi les dix meilleurs films de l'année par le journal New York Times[5]
- En 2005, une version restaurée avec des cartons en français est éditée en DVD par Les Films du Paradoxe.